# Asama
Asama (浅間山 Asama-yama?) är en aktiv komplex vulkan i centrala Honshu, den största av de japanska öarna. Vulkanen är belägen på gränsen mellan de två prefekturerna Gunma och Nagano.
Asama är 2 568 meter högt och hade sitt senaste utbrott den 2 februari 2009. De senaste av de större utbrotten ägde rum år 685, 1108, 1783 och 1972; mindre utbrott har dokumenterats vid ett tiotal tillfällen. På den östra sluttningen av vulkanen finns ett vulkanobservatorium som drivs av Tokyos universitet.
I traditionell japansk religion finns det tempel tillägnade vulkanguden som kallas Asamahelgedom.